# Leichtathletik-Weltmeisterschaften 2011/Teilnehmer (Zentralafrikanische Republik)
| Gelbes Symbol für Goldmedaillen mit stilisierten Olympischen Ringen | Graues Symbol für Silbermedaillen mit stilisierten Olympischen Ringen | Braundes Symbol für Bronzemedaillen mit stilisierten Olympischen Ringen |
| ------------------------------------------------------------------- | --------------------------------------------------------------------- | ----------------------------------------------------------------------- |
| —                                                                   | —                                                                     | —                                                                       |

Der Leichtathletik-Verband der Zentralafrikanischen Republik stellte bei den Leichtathletik-Weltmeisterschaften 2011 im koreanischen Daegu eine Teilnehmerin.

## Ergebnisse

### Frauen

#### Laufdisziplinen
| Athletin                | Disziplin | Vorlauf        | Vorlauf | Halbfinale    | Halbfinale    | Finale        | Finale        |
| Athletin                | Disziplin | Zeit           | Platz   | Zeit          | Platz         | Zeit          | Platz         |
| ----------------------- | --------- | -------------- | ------- | ------------- | ------------- | ------------- | ------------- |
| Evodie Lydie Saramandji | 400 m     | 1:05,10 min SB | 36      | ausgeschieden | ausgeschieden | ausgeschieden | ausgeschieden |